# Hybrid (Venturia)
Hybrid è il secondo album del gruppo musicale progressive metal francese Venturia pubblicato nel 2008 da Lion Music.

## Tracce
1. Swearing Lies – 5:44
2. Be the One – 4:22
3. Running Blind – 5:21
4. Pearls of Dawn – 4:07
5. Will You Save Me – 4:12
6. Sparkling Rain – 5:11
7. Hottest Ticket in Town – 3:52
8. Love Gamers – 5:54
9. Whythis Women's Life – 5:52
10. Sublimated Dementia – 9:35

## Formazione
- Marc Ferreira - voce
- Charly Sahona - chitarra elettrica, tastiera elettronica
- Lydie Robin - voce
- Thomas James-Potrel - basso elettrico
- Diego Rapacchietti - batteria